# Hydnotrya
Hydnotrya Berk. & Broome (truflica) – rodzaj grzybów z rodziny krążkownicowatych (Discinaceae).

## Charakterystyka
Mykoryzowe grzyby podziemne tworzące puste lub poskręcane owocniki z prostymi lub złożonymi, nawet prawie litymi komorami, wyłożonymi hymenium. Gatunki Hydnotrya zwykle tworzą mykoryzę zarówno z drzewami iglastymi, jak i liściastymi i są rozprzestrzenione na całej półkuli północnej.

## Systematyka i nazewnictwo
Pozycja w klasyfikacji według Index Fungorum: Discinaceae, Pezizales, Pezizomycetidae, Pezizomycetes, Pezizomycotina, Ascomycota, Fungi.
Takson utworzyli w 1846 r. Miles Joseph Berkeley i Christopher Edmund Broome. Jego typem nomenklatorycznym jest Hydnotrya tulasnei (Berk.) Berk. & Broome. Synonimy nazwy naukowej: Geoporella Soehner, Gyrocratera Henn.
Gatunki występujące w Polsce:
- Hydnotrya bailii Soehner 1959
- Hydnotrya confusa Spooner 1992[4]
- Hydnotrya michaelis (E. Fisch.) Trappe 1975 – truflica Michaela
- Hydnotrya tulasnei (Berk.) Berk. & Broome 1846 – truflica kasztanowata

Nazwy naukowe na podstawie Index Fungorum. Wykaz gatunków i nazwy polskie według M.A. Chmiel i innych źródeł.